# Nil Kabazylas
Nil Kabazylas lub Kabasilas (gr. Νεῖλος Καβάσιλας, Neilos Kabasislas, ur. ok. 1300, zm. 1363) – bizantyński teolog, zwolennik nurtu mistycznego zwanego palamityzmem.

## Życiorys
Urodził się około 1300 r. w Salonikach. Był nauczycielem w Konstantynopolu. Uczył między innymi Demetriusza Kydonesa, z którym później prowadził polemikę dotyczącą teologii świętego Tomasza z Akwinu. Kabazylas przyjmował naukę Tomasza, różnił się jednak od Kydonesa poglądami na pochodzenie Ducha Świętego i palmityzm. W okresie walki o tron cesarski pomiędzy Janem VI Kantakuzenem a Janem V Paleologiem poparł Kantakuzena. Po zwycięstwie Kantakuzena został urzędnikiem cesarskim. Po 1353 r. wstąpił do klasztoru, a po śmierci Grzegorza Palamasa (1361) został wybrany na metropolitę Salonik. Prawdopodobnie nigdy nie objął rządów w diecezji. Jego faktycznym następcą został jego uczeń i krewny Mikołaj Kabazylas. Nil Kabazylas zmarł w 1363 r. najprawdopodobniej w Konstantynopolu.

## Pisma
Nil Kabazylas napisał traktat wyrażający sprzeciw wobec prymatu biskupa Rzymu De primatu papae (protestanckie wydanie M. Flaciusa z 1555, w Konstantynopolu wydane w 1624, PG 149, 700–730). Swoje poglądy na różnice pomiędzy Kościołami łacińskim i greckim zawarł w De causis dissensionum in Ecclesiam (PG 149, 684–700). W Mowie (Logos sýntomos) polemizował z antyhezychastycznym stanowiskiem Barlaama i Akyndyna. Przeciwnik unii Kościołów greckiego i łacińskiego, zwalczał dogmat rzymski o pochodzeniu Ducha Świętego (Filioque) w 3 większych traktatach, m.in. O pochodzeniu Ducha Świętego według Łacinników (Perí tes tu hagíu pneúmatos ekporeúseos katá Latinon).